# Койссен, Герман
Герхард Эмиль Герман Койссен (нем. Gerhard Emil Hermann Keussen; 5 июня 1862, Крефельд, Рейнская провинция — 7 мая 1943, Мюнхен) — немецкий историк и архивариус Кёльна.

## Биография
Герман Койссен родился в Крефельде в семье Германа Койссена (1829—1894), члена городского и районного школьного совета и краеведа Нижнего Рейна.
После окончания средней школы Койссен изучал историю в Боннском университете (1880—82) и в Берлинском университете, в том числе у Морица Риттера, Юлиуса Вайцзеккера и Генриха фон Трейчке. Он также получил докторскую степень в Берлине в 1885 году.
В 1884 году Койссен поступил на службу в муниципальный исторический архив Кёльна, сначала в качестве стажёра. В 1889 году он стал ассистентом, в 1893 году — научным сотрудником. В 1900 году получил звание «Городской архивариус». В 1927 году вышел в отставку.
Ничего не известно о годах на пенсии до его смерти в 1943 году. Герман Койссен умер в Мюнхене в жилом комплексе Нойлюстхайм.

## Исследования по истории города Кёльна
Как архивариуса, Койссена в первую очередь интересовала история города. Его наиболее важной работой стала «Топография города Кёльна», которую он (иногда с помощью школьного учителя и историка Йозефа Клинкенберга) разработал в двух объёмных томах и опубликовал в 1910 году.
Эта работа была основана на сохранившихся средневековых картах, бухгалтерских, кадастровых и метрических книгах города. Выводы, сделанные из исследования этих первоисточников, были преобразованы Койссеном за многие годы работы в капитальный труд, в котором были записаны и объяснены топографическая и юридическая обстановка города в общедоступной форме.
Должностные лица занесли все юридически значимые события в записи, доступные учёному из архивов бывших кёльнских церквей. Они записали сведения о всех улицах и зарегистрировали покупки домов, наследства, разделы, пожертвования, ипотечные кредиты или передачу частной домовой собственности горожан с XII века. То же самое было сделано со всеми общественными зданиями и сооружениями, такими как рынки, склады, дома гильдий, таможенные посты, фонтаны, кладбища, церкви и укрепления в крупнейшем немецком городе средневековья.
Кроме того, Койссен расширил полученные таким образом знания, включив в него труды летописцев Гелениуса, Кёльхоффа и Германа фон Вайнсберга. Латинские сочинения, такие как "Житие Анно II Младшего" (Вита Аннонис Минор/Vita Annonis Minor) или "Житие Гериберта" (Вита Гериберти/Vita Heriberti) Лантберта фон Дойца из города, который рано стал мегалополисом, принесли дополнительные идеи, которые можно сравнить с результатами исследований историка Лакомбле, работами Эннена, филолога Готфрида Эккерца или работами Фридриха Лау конца XIX века, чтобы составить общую картину.
Койссена также интересовала история старого Кёльнского университета. Как и в случае с кёльнскими метриками, он просмотрел реестры университета за 1389–1559 годы и оценил их, чтобы затем опубликовать в качестве итоговой работы в двух томах с 1892 по 1928 год.
Вместе со своим предшественником Константином Хёльбаумом, Койссен опубликовал два тома «Кельнской инвентаризации (до 1591 года)» в «Архиве инвентаризации Ганзы» (1896/1903).

## Признание
За то время, которое Герман Койссен посвятил всю свою профессиональную жизнь городу Кёльну, он открыл такой городской перечень местных традиций и особенностей, который с точки зрения документации и деталей не может быть найден ни в одном другом немецком городе. Его главная работа «Топография города Кёльна» до сих пор считается эталоном по истории Кёльна в средние века, спустя сто лет после её публикации.
Улица Койссенштрассе в кёльнском районе Линденталь носит его имя.

## Главные публикации Койссена
- Topographie der Stadt Köln im Mittelalter. 2 Bände. Köln 1910, (Digitalisat: Band 1 ub.uni-koeln.de; Band 2 ub.uni-koeln.de) Reprint: Droste-Verlag, Düsseldorf 1986, ISBN 3-7700-7560-9 und ISBN 3-7700-7561-7.  (нем.)
- Die Matrikel der Universität Köln: 1389 bis 1559, bearbeitet von Hermann Keussen. Band 1, 1389–1466. Behrendt, Köln 1892 (zwei Hälften in einem Band zusammengebunden).  (нем.)
  - Band I bis 1466: archive.org publikationende03unkngoog Blatt n78.  (нем.)
  - Erste Hälfte / unter Mitw. von Wilhelm Schmitz archive.org

Die_matrikel_der_Universitt_Kln_bd_1 Blatt n10.  (нем.)
- - Zweite Hälfte: Register archive.org Die_matrikel_der_Universitt_Kln_bd_1 Blatt n718.  (нем.)
- Allgemeine Deutsche Biographie (ADB). — Leipzig: Duncker & Humblot, 1875—1912. (нем.)
- Urkundenbuch der Stadt Krefeld und der alten Grafschaft Mörs 799–1797. 3 Bände, Krefeld 1938–1940. (Nachdruck 1980).  (нем.)
- Köln. Werden – Wesen – Wollen einer deutschen Stadt. Unter Mitwirkung von Hermann Keussen [u. a.] hrsg. von der Stadt Köln 1928.  (нем.)
- Die alte Universität Köln. Kölner Geschichtsverein, Köln 1934.  (нем.)
- Hüls. Geschichtliche Rückblicke. Von Hermann Keussen 1925 besorgter Neudruck der Ausgabe Crefeld 1867.  (нем.)